# Rossinyol bord ventregroc
El rossinyol bord ventregroc (Horornis acanthizoides) és una espècie d'ocell de la família dels cètids (Cettiidae). Es troba a l'interior de la Xina i a Taiwan. Els seus hàbitats principals són els boscos temperats i les praderies i matollars temperats. El seu estat de conservació es considera de risc mínim.